# Rostkronad prinia
Rostkronad prinia (Prinia khasiana) är en fågelart i familjen cistikolor inom ordningen tättingar.

## Utseende och läte
Rostkronad prinia är en mycket långstjärtad prinia. Den känns igen på roströd hjässa, varmbrunt på ovansida och kroppsidor, ljust på buken och grått på kinderna. I häckningsdräkt har den vitt mustaschstreck och svart på strupe och bröst. Utanför häckningstid har ett tydligt vitt ögonbrynsstreck, ljus strupe och ett tunt streckat bröst. Den senare dräkten är något lik himalayaprinia, men rostkronad prinia utmärker sig på det vita ögonbrynsstrecket och ostreckad undersida. Sången består av en upprepad serie med "plik", medan lätet är ett sorgsamt och fallande "piuu".

## Utbredning och systematik
Fågeln förekommer i nordöstra Indien och västra Myanmar. Den behandlas som monotypisk, det vill säga att den inte delas in i några underarter.

### Artstatus
Fram tills nyligen betraktades rostkronad prinia oftast som underart till svartstrupig prinia (Prinia atrogularis). Den urskiljs dock sedan 2016 som egen art av Birdlife International och Internationella naturvårdsunionen. Tongivande eBird/Clements följde efter 2022 och International Ornithological Congress (IOC) 2023.

### Familjetillhörighet
Cistikolorna behandlades tidigare som en del av den stora familjen sångare (Sylviidae). Genetiska studier har dock visat att sångarna inte är varandras närmaste släktingar. Istället är de en del av en klad som även omfattar timalior, lärkor, bulbyler, stjärtmesar och svalor. Idag delas därför Sylviidae upp i ett antal familjer, däribland Cisticolidae.

## Status
Arten har ett stort utbredningsområde och beståndet anses vara stabilt. Internationella naturvårdsunionen IUCN listar den därför som livskraftig (LC).